# Heina
Heina ist ein Ortsteil der Gemeinde Morschen im nordhessischen Schwalm-Eder-Kreis.

## Geographie
Heina liegt auf der rechten Seite des Fuldatales in einer Senke am Südhang des Wildsberges, im Osten des Kreisgebietes an den Ausläufern des Knüllgebirges. Südwestlich von Heina verlaufen die Bundesstraße 83 und die Schnellfahrstrecke Hannover–Würzburg. Die Bahnstrecke führt in Ortsnähe durch den Wildsbergtunnel.

## Geschichte
Ortsgeschichte
Die älteste bekannte schriftliche Erwähnung von Heina erfolgte im Jahr 1299 unter dem Namen Indagine in einer Urkunde des Klosters Breitenau.
Weitere Erwähnungen erfolgten unter den Ortsnamen (in Klammern das Jahr der Erwähnung): Indagine (1316), Hayn (1346) und zum Heine (1465).
Der Ort gehörte zum Gericht Morschen, welches dem Kloster Haydau gehörte. Seit der Reformation gehörte Heina zum Amt Spangenberg.
Hessische Gebietsreform (1970–1977)
Die Gemeinde Morschen wurde im Zuge der Gebietsreform in Hessen am 1. Januar 1974 kraft Landesgesetz durch den Zusammenschluss der bis dahin eigenständigen Gemeinden Altmorschen, Heina, Konnefeld und Neumorschen gebildet. Zuvor waren bereits die Gemeinden Binsförth (am 1. April 1972), Eubach (am 1. Juli 1971) und Wichte (am 31. Dezember 1971) in die Gemeinde Altmorschen eingemeindet worden. Altenmorschen wurde Sitz der Gemeindeverwaltung. Gleichzeitig mit dem Zusammenschluss zur Gemeinde Morschen wechselte diese in den neu gebildeten Schwalm-Eder-Kreis. Für alle ehemaligen Gemeinden von Morschen wurden Ortsbezirke mit Ortsbeirat und Ortsvorsteher nach der Hessischen Gemeindeordnung gebildet.

## Bevölkerung
Einwohnerstruktur 2011
Nach den Erhebungen des Zensus 2011 lebten am Stichtag, dem 9. Mai 2011, in Heina 228 Einwohner. Darunter waren keine Ausländer. Nach dem Lebensalter waren 36 Einwohner unter 18 Jahren, 102 zwischen 18 und 49, 42 zwischen 36 und 64 und 45 Einwohner waren älter. Die Einwohner lebten in 96 Haushalten. Davon waren 30 Singlehaushalte, 24 Paare ohne Kinder und 36 Paare mit Kindern, sowie 6 Alleinerziehende und keine Wohngemeinschaften. In 18 Haushalten lebten ausschließlich Senioren und in 63 Haushaltungen lebten keine Senioren.
Einwohnerentwicklung
| • 1585: | 25 Haushaltungen |
| • 1747: | 24 Haushaltungen |

| Heina: Einwohnerzahlen von 1834 bis 2014 | Heina: Einwohnerzahlen von 1834 bis 2014 | Heina: Einwohnerzahlen von 1834 bis 2014 | Heina: Einwohnerzahlen von 1834 bis 2014 | Heina: Einwohnerzahlen von 1834 bis 2014 |
| --- | ---------------------------------------- | ---------------------------------------- | ---------------------------------------- | ---------------------------------------- |
| Jahr |                                          |                                          |                                          | Einwohner                                |
| 1834 | 1834                                     |                                          | 257                                      | 257                                      |
| 1840 | 1840                                     |                                          | 277                                      | 277                                      |
| 1846 | 1846                                     |                                          | 275                                      | 275                                      |
| 1852 | 1852                                     |                                          | 289                                      | 289                                      |
| 1858 | 1858                                     |                                          | 285                                      | 285                                      |
| 1864 | 1864                                     |                                          | 281                                      | 281                                      |
| 1871 | 1871                                     |                                          | 238                                      | 238                                      |
| 1875 | 1875                                     |                                          | 240                                      | 240                                      |
| 1885 | 1885                                     |                                          | 196                                      | 196                                      |
| 1895 | 1895                                     |                                          | 200                                      | 200                                      |
| 1905 | 1905                                     |                                          | 201                                      | 201                                      |
| 1910 | 1910                                     |                                          | 198                                      | 198                                      |
| 1925 | 1925                                     |                                          | 218                                      | 218                                      |
| 1939 | 1939                                     |                                          | 210                                      | 210                                      |
| 1946 | 1946                                     |                                          | 322                                      | 322                                      |
| 1950 | 1950                                     |                                          | 310                                      | 310                                      |
| 1956 | 1956                                     |                                          | 236                                      | 236                                      |
| 1961 | 1961                                     |                                          | 229                                      | 229                                      |
| 1967 | 1967                                     |                                          | 229                                      | 229                                      |
| 1970 | 1970                                     |                                          | 223                                      | 223                                      |
| 1980 | 1980                                     |                                          | ?                                        | ?                                        |
| 1990 | 1990                                     |                                          | ?                                        | ?                                        |
| 2000 | 2000                                     |                                          | ?                                        | ?                                        |
| 2011 | 2011                                     |                                          | 228                                      | 228                                      |
| 2014 | 2014                                     |                                          | 224                                      | 224                                      |
| Datenquelle: Historisches Gemeindeverzeichnis für Hessen: Die Bevölkerung der Gemeinden 1834 bis 1967. Wiesbaden: Hessisches Statistisches Landesamt, 1968. Weitere Quellen: ; Gemeinde Morschen:; Zensus 2011 |                                          |                                          |                                          |                                          |

Historische Religionszugehörigkeit
| • 1885: | 196 evangelische (= 100 %) Einwohner                                |
| • 1961: | 225 evangelische (= 98,25 %), zwei katholische (= 0,87 %) Einwohner |

## Politik
Für Heina besteht ein Ortsbezirk (Gebiete der ehemaligen Gemeinde Heina) mit Ortsbeirat und Ortsvorsteher nach der Hessischen Gemeindeordnung.
Der Ortsbeirat besteht aus fünf Mitgliedern. Bei den Kommunalwahlen in Hessen 2021 betrug die Wahlbeteiligung zum Ortsbeirat 61,54 %. Alle Kandidaten gehörten der „Gemeinschaftsliste Heina“ an. Der Ortsbeirat wählte Miriam Lohr zur Ortsvorsteherin.

## Wirtschaft und Infrastruktur

### Wirtschaftsstruktur
Heina besteht aus einem alten Ortskern mit Fachwerkhäusern, die sich um die Wehrkirche gruppieren, und einem äußeren Ring mit Häusern neueren Baudatums. Die Dorfgemarkung ist landwirtschaftlich geprägt.

### Verkehr
Man erreicht Heina von Altmorschen aus durch das Waldbachtal über die Kreisstraße 133. Der nächste Bahnhof liegt in Altmorschen an der Strecke Kassel-Bebra.

## Kultur und Sehenswürdigkeiten

### Historischer Ortskern
Um eine spätmittelalterliche Wehrkirche (im Kern 16. Jahrhundert, 1783 erneuert) aus Feldsteinen gruppieren sich Fachwerkhäuser des 18. und 19. Jahrhunderts. Dem ländlichen Charakter der Ortschaft entsprechend schließen sich an die Gebäude zum Teil bis heute betriebene Bauernhöfe an. Nahe der Kirche hat sich ein steinerner Gerichtstisch erhalten.

### Gipfelkreuz
Nach einer regionalen Überlieferung soll Bonifatius 723 n. Chr. südlich von Heina auf einer exponierten Anhöhe hoch über dem Fuldatal gepredigt haben. Aufgrund des Andrangs bei seiner Predigt wird diese Flur „Gedränge“ genannt. Eine Eiche, die an dieser Stelle wuchs, soll von Bonifatius gefällt worden sein. In Erinnerung daran wurde 2001 ein neuer Eichbaum gepflanzt und ein Gedenkstein mit Erinnerungstafel aufgestellt. Ostern 2012 wurde ein neues Gipfelkreuz aus Holz für Andachten errichtet. An dem Kreuz vorbei führt der Jakobsweg.

### Wildsberghütte
Das als Grillplatz und Ausflugsziel frequentierte Blockhaus steht auf einer Anhöhe auf halbem Weg zwischen Heina und Beiseförth (Malsfeld). Von dort öffnet sich ein guter Blick auf das am Fuß des Wildsbergs gelegene Fuldatal.

### Riesenmammutbaum
Der Baum steht an der Oberen Straße am Rand der Ortschaft auf einem freien Feld. Er wurde in den 1990er Jahren von Nils Seethaler gepflanzt und ist eines der seltenen Beispiele dieser nordamerikanischen Riesenbäume in Nordhessen.

### Lederecke
Die als „Lederecke“ bezeichnete öffentliche Grünfläche zwischen Oberer Straße und Waldstraße markiert den Ort einer ehemaligen Ledergerberei. Sie gilt als Zeugnis historischer Handwerksgeschichte der Region. Vor Ort findet sich ein Hinweisschild.

### Mordbuche
Die Mordbuche, eine abgestorbene Baumrippe, war Zeugnis eines von Waltari Bergmann rekonstruierten historischen Mordfalls des frühen 19. Jahrhunderts. Nach dem Umsturz des toten Baumes wurde die Hinweistafel an einer danebenstehenden Buche angebracht und um eine Informationstafel ergänzt. Der Platz befindet sich im Wald auf halbem Weg zwischen Heina und Beiseförth (Malsfeld).